# Freilichtbühne Korbach
Die Freilichtbühne Korbach ist ein Freilichttheater im Stadtkern von Korbach im nordhessischen Landkreis Waldeck-Frankenberg. Die Freilichtbühne wird vom gleichnamigen Verein „Freilichtbühne Korbach e. V.“ betrieben.

## Geschichte des Theaterspiels in Korbach
Theaterspiel in Korbach geht auf frühe historische Wurzeln zurück. Nach Wolfgang Medding sind in Korbach seit dem 16. Jahrhundert Pastoralspiele nachgewiesen. Der aus Frankenberg stammende Jurist Abraham Saur schrieb eine Komödie, die 1591 in Marburg gedruckt und danach in Korbach aufgeführt wurde. Im Fernsehen berichtete die Hessenschau am 9. Juli 2023 über den Betrieb der Freilichtbühne. Seit 1936 werden an der alten Stadtmauer Theaterstücke aufgeführt. Alljährlich werden im Sommer auf der großen Bühne im Korbacher Schießhagen ein Kinder- und ein Erwachsenenstück gespielt, hinzu kommen zahlreiche Gastproduktionen. Im Jahr 2024 wurden über 7000 Besucher bei den Veranstaltungen empfangen, in der Vergangenheit wurde wiederholt die Marke von 10.000 Zuschauern pro Spielzeit erreicht. Die Freilichtbühne bietet heute (Stand 24. Januar 2025) Platz für 534 Zuschauer und wird vom gleichnamigen Verein Freilichtbühne Korbach e.V. betrieben. Die Bühne ist Mitglied im Verband Deutscher Freilichtbühnen.
In der Nähe von Korbach findet sich die Freilichtbühne Twiste in einem Waldgebiet. Somit bietet der Landkreis sowohl urbane als auch naturnahe Freilichtbühnen.